# ZMLK-onderwijs
ZMLK-onderwijs is een onderwijsvorm gericht op zeer moeilijk lerende kinderen, kinderen met een verstandelijke handicap/beperking of ernstige leerproblemen.

## Cluster
Het ZMLK behoort tot cluster 3 van het speciaal onderwijs. Tot cluster 3 behoren scholen die onderwijs verzorgen voor meervoudige, verstandelijke en lichamelijk gehandicapte kinderen, waarvoor er slechts een zeer kleine kans bestaat dat ze het reguliere onderwijs kunnen volgen.

## ZMLK-onderwijs
Plaatsing op een school voor ZMLK is afhankelijk van het IQ van het kind. Dit moet onder de 50 zijn of tussen de 50 en 85 met aanvullende problematieken. Dit kunnen zijn: sociaal emotionele achterstand, een informatieverwerkingsstoornis (bijvoorbeeld ADHD, autisme) en een leerachterstand. Kinderen in ZMLK onderwijs krijgen geen diploma maar arbeidstoeleiding. Volgens het  Inrichtingsbesluit WVO is speciaal onderwijs toegestaan. Minister van onderwijs Arie Slob zei: "Laat een ding duidelijk zijn: Kinderen die in het speciaal onderwijs horen, blijven daar niet per se. Elke hoort plek te krijgen in het regulier onderwijs". De Commissie van begeleiding (CVB) en samenwerkingsverband (SWV) bepalen of een kind toch naar het regulier onderwijs mag. ZMLK onderwijs bevordert mogelijk segregatie en volgt daarmee mogelijk niet de verklaring van Salamanca 1994 en het verdrag inzake personen met handicap 2006. Sommige landen hebben voor deze doelgroep inclusie-onderwijs, waaronder Finland en het Verenigd Koninkrijk.